# Sapiranga
Sapiranga é um município brasileiro do estado do Rio Grande do Sul. Está localizado na Região Metropolitana de Porto Alegre e conta com 85.973 habitantes, em uma área de 138,314 quilômetros quadrados. A atual prefeita é Carina Nath, que sucedeu Corinha Molling, sendo ambas do PP - o que marca uma hegemonia de dez anos do partido na administração de Sapiranga 

## Etimologia
A partir de 1890, Sapiranga deixa de ser parte do 4.º Distrito de São Leopoldo para ser vila e sede do 5.º distrito, pelo Ato Intendencial n.º 154. Em 1899, iniciou-se a construção da Ferrovia Novo Hamburgo-Taquara, inaugurada em 1903, ampliando o transporte que até então era feito por lanchões, barcos, cavalos, mulas e carretas.
Com a ferrovia, Sapiranga recebeu um novo impulso e, ao longo da estrada de ferro, se formaram os povoados, como Araricá e Campo Vicente.
Nesta época também surgiria o nome que daria origem à atual denominação do município. Havia abundância na região de uma fruta chamada araçá-pyranga (termo indígena para a fruta), denominação que originaria o nome do município de Sapiranga (Sapyranga, no início), em uma corruptela dos moradores que acabariam pronunciando o nome da fruta como "a-ça-piranga". Esta fruta ainda existe em quantidade significativa nos capões do Kraemer-Eck. A denominação de Sapyranga, inclusive, segundo historiadores, teria surgido pela primeira vez nessa região.
No entanto, ainda existe a versão defendida pelo livreiro Arti Hugentobler  segundo a qual a origem do nome da cidade decorre de palavra idêntica no tupi-guarani. O significado, então, seria "Inflamação das pálpebras, produzida pela presença de um parasito que faz cair as pestanas."

## Turismo

### Caminhos de Jacobina[9]
O roteiro Caminhos de Jacobina foi criado com a intenção de ajudar as pessoas a conhecer mais sobre o episódio dos Muckers. Episódio esse que inspirou o romance Videiras de Cristal do autor Luis Antônio de Assis Brasil e que, posteriormente, se transformou no filme A Paixão de Jacobina de Luiz Carlos Barreto. O roteiro tem os seguintes pontos:
- Cemitério no bairro Amaral Ribeiro - Mantém os túmulos de quatro moradores de Sapiranga, mortos no conflito com os Mucker (anti-Mucker), na década de 1870. Os Mucker foram enterrados em valas e cobertos com espessa camada de sal para que seus corpos se decompusessem o mais rapidamente possível. Portanto não existe Mucker enterrado nos cemitérios de Sapiranga, pois não eram considerados santos e merecedores de tal honraria. A arte funerária e as inscrições nas lápides do século XIX mostram traços culturais e religiosos da comunidade.
- Estátua do Cel. Genuíno Sampaio - Estátua erguida por colonos próximo à residência de Jacobina, no ano de 1931 por iniciativa de um morador local, Reinaldo Scherer.[10] Em 1874, nesse local, travaram-se duas batalhas entre os soldados do Coronel Genuíno Sampaio e o grupo de Jacobina.
- Cruz de Jacobina - Neste local, Jacobina e alguns do seu grupo se abrigaram para fugir do confronto com seus perseguidores. A cruz foi colocada no início do século XX, aproximadamente em 1910, depois da visita de um dos remanescentes do confronto. Acredita-se que neste local Jacobina tenha sido assassinada.
- Locação "A Paixão de Jacobina" - A propriedade serviu como locação para o filme "A Paixão de Jacobina". Possui uma casa em estilo enxaimel, com mais de cem anos e reproduções dos personagens do filme, uma cozinha em estilo enxaimel, um galpão onde foi filmada a cena final e a trilha da Três Quedas com acesso a cascatas onde se pode tomar banho.